# Desflurà
El desflurà (1,2,2,2-tetrafluoroetil difluorometil èter) és un metil etil èter altament fluorat utilitzat per al manteniment de l'anestèsia general. Igual que l'halotà, l'enflurà i l'isoflurà, és una barreja racèmica d'isòmers òptics (R) i (S) (enantiòmers). Juntament amb el sevoflurà, va substituint progressivament l'isoflurà per a ús humà, excepte en zones econòmicament poc desenvolupades, on el seu alt cost ens impedeix el seu ús. Té l'inici i la compensació més ràpids dels fàrmacs anestèsics volàtils utilitzats per a l'anestèsia general a causa de la seva baixa solubilitat en sang.
Alguns inconvenients del desflurà són la seva baixa potència, la seva picant i el seu alt cost (tot i que a taxes de gas fresc de baix cabal, la diferència de cost entre el desflurà i l'isoflurà sembla ser insignificant). Pot causar taquicàrdia i irritabilitat de les vies respiratòries quan s'administra a concentracions superiors al 10% en volum. A causa d'aquesta irritabilitat de les vies respiratòries, el desflurà s'utilitza amb poca freqüència per induir anestèsia mitjançant tècniques d'inhalació.
Tot i que es vaporitza molt fàcilment, és un líquid a temperatura ambient. Les màquines d'anestèsia estan equipades amb una unitat especialitzada de vapor d'anestèsic que escalfa el desflurà líquid a una temperatura constant. Això permet que l'agent estigui disponible a una pressió de vapor constant, negant els efectes que tindrien les fluctuacions de la temperatura ambient en la seva concentració impartida al flux de gas fresc de la màquina d'anestèsia.
S'ha demostrat que el desflurà, juntament amb l'enflurà i, encara menys, l'isoflurà, reaccionen amb l'absorbent de diòxid de carboni en els circuits d'anestèsia per produir nivells detectables de monòxid de carboni mitjançant la degradació de l'agent anestèsic. L'absorbent de CO₂ Baralyme, quan s'asseca, és el més culpable de la producció de monòxid de carboni a partir de la degradació del desflurà, encara que també es veu amb l'absorbent de calç sodada. Les condicions seques de l'absorbent de diòxid de carboni afavoreixen aquest fenomen, com ara les resultants dels alts fluxos de gas fresc.

## Farmacologia
A partir de 2005 el mecanisme exacte d'acció dels anestèsics generals no s'ha delimitat. Se sap que el desflurà actua com a modulador al·lostèric positiu dels receptors GABAA i glicina,i com a modulador al·lostèric negatiu del receptor nicotínic de l'acetilcolina, a més d'afectar altres lligands. Canals iònics controlats.

## Propietats físiques
- Punt d'ebullició: 23,5 °C o 74,3 °F (a 1 atm)
- Densitat: ⁣1,465 g/cm3(a 20 °C)
- Massa molecular: 168
- Pressió de vapor: 88,5 kPa 672 mmHg (a 20 °C), 107 kPa 804 mmHg (a 24 °C)

- Sang: coeficient de partició de gasos: 0,42
- Coeficient de partició d'oli: gas: 19
- MAC (Concentració alveolar mínima): 6% vol

## Efectes fisiològics
El desflurà indueix una reducció de la pressió arterial dependent de la dosi a causa de la reducció de la resistència vascular sistèmica. Tanmateix, els augments ràpids del desflurà poden induir una resposta simpàtica transitòria secundària a l'alliberament de catecolamines. Tot i que és molt picant, segueix sent un broncodilatador. Redueix la resposta ventilatòria a la hipòxia i la hipercàpnia. Igual que el sevoflurà, les propietats vasodilatadores del desflurà també fan que augmenti la pressió intracranial i el flux sanguini cerebral. No obstant això, redueix la taxa metabòlica cerebral. També afavoreix la relaxació muscular i potencia el bloqueig neuromuscular a un nivell més gran que el sevoflurà.

## Contraindicacions
Està contraindicat per a la inducció d'anestèsia general en població pediàtrica no intubada a causa de l'alt risc de laringespasme. No s'ha d'utilitzar en pacients amb susceptibilitat coneguda o sospitosa a la hipertèrmia maligna. També està contraindicat en pacients amb pressió intracranial elevada.

## Potencial d'escalfament global
El desflurà és un gas d'efecte hivernacle. El potencial d'escalfament global de vint anys, GWP(20), per al desflurà és de 3714, el que significa que una tona de desflurà emesa equival a 3714 tones de diòxid de carboni a l'atmosfera, molt més alta que el sevoflurà o l'isoflurà. A més dels potencials d'escalfament global, cal tenir en compte la potència del fàrmac i els fluxos de gas fresc per a comparacions significatives entre els gasos anestèsics. Quan una quantitat horària d'estat estacionari d'anestèsic necessari per a 1 concentració alveolar mínima (MAC) a 2 litres per minut (LPM) per a Sevoflurà i 1 LPM per a Desflurà i Isoflurà es pondera pel GWP, les quantitats clínicament rellevants de cada anestèsic poden llavors ser comparat. Per cada hora de MAC, l'impacte total dels GEH del cicle de vida del desflurà és més de 20 vegades més gran que l'isoflurà i el sevoflurà (1 concentració alveolar mínima per hora). Un article troba que els gasos d'anestèsia utilitzats a escala mundial contribueixen a l'escalfament global amb l'equivalent d'1 milió de cotxes.
Aquesta estimació se cita habitualment com un motiu per descuidar la prevenció de la contaminació per part dels anestesiòlegs. Tanmateix, això és problemàtic. Aquesta estimació s'extrapola només de les pràctiques anestèsiques d'una institució nord-americana, i aquesta institució pràcticament no utilitza Desflurà. Els investigadors no van incloure l'òxid nitrós en els seus càlculs i van informar d'una mitjana errònia de 17 kg de CO2e per anestèsic. Tanmateix, les institucions que utilitzen una mica de Desflurà i tenen en compte l'òxid nitrós han informat d'una mitjana de 175-220 kg de CO2e per anestèsic. Per tant, el grup de Sulbaek-Anderson probablement va subestimar la contribució mundial total dels anestèsics inhalats, i encara defensa la prevenció d'emissions d'anestèsics inhalats.
El març de 2023, Escòcia es va convertir en el primer país a prohibir-ne l'ús a causa del seu impacte ambiental.